# Hani (Türkei)
Hani (zazaisch Hêni) ist eine Stadt im gleichnamigen Landkreis der türkischen Provinz Diyarbakır und gleichzeitig ein Stadtbezirk der 1993 geschaffenen Büyükşehir belediyesi Diyarbakır (Großstadtgemeinde/Metropolprovinz). Hani liegt im Norden der Provinz und grenzt an die Provinzen Bingöl und Elazığ. Der Bucak Hani wurde 1958 vom Landkreis Lice abgespalten und bildete fortan einen eigenen Kreis. Laut Stadtlogo hatte Hani bereits 1878 den Status einer Belediye (Gemeinde) erhalten.
Ende 2020 lag Hani mit 33.048 Einwohnern auf dem 12. Platz der bevölkerungsreichsten Landkreise in der Provinz Diyarbakır. Die Bevölkerungsdichte liegt mit 76 Einwohnern je Quadratkilometer unter dem Provinzdurchschnitt (118 Einwohner je km²).

## Söhne und Töchter der Stadt
- Mahsun Kırmızıgül (* 1969), Sänger und Schauspieler